# Кандела (муниципалитет)
Кандела (исп. Candela) — муниципалитет в Мексике, штат Коауила, с административным центром в одноимённом городе. Численность населения, по данным переписи 2020 года, составила 1643 человека.

## Общие сведения
Название Candela с испанского языка — свеча, произошло по двум версиям: по форме гейзера, либо по форме холма.
Площадь муниципалитета равна 2119 км², что составляет 1,4 % от площади штата, а наивысшая точка — 835 метров, расположена в поселении Меса-де-Картуханос.
Он граничит с другими муниципалитетами штата Коауилы: на севере с Прогресо, на юго-западе с Кастаньосом, на западе с Монкловой и Абасоло, а на севере, востоке и юге с другим штатом Мексики — Нуэво-Леоном.

## Учреждение и состав
Муниципалитет был образован в 1890 году, в его состав входит 6 населённых пунктов, самые крупные из которых:
| Код INEGI                  | Населённый пункт                                                                 | Численность населения (2005 год) | Численность населения (2010 год) | Численность населения (2020 год) |
| -------------------------- | -------------------------------------------------------------------------------- | -------------------------------- | -------------------------------- | -------------------------------- |
| 005                        | Всего                                                                            | 1672                             | 1808                             | 1643                             |
| 0001                       | Кандела (исп. Candela) 26°50′25″ с. ш. 100°39′50″ з. д. (административный центр) | 1352                             | 1492                             | 1404                             |
| 0011                       | Эль-Уисачаль (исп. El Huizachal) 26°46′02″ с. ш. 101°01′29″ з. д.                | 214                              | 243                              | 209                              |
| 0030                       | Вальядарес (исп. Valladares) 26°52′35″ с. ш. 100°35′59″ з. д.                    | 33                               | 27                               | 20                               |
| —                          | Прочие                                                                           | 73                               | 46                               | 10                               |
| Названия на карте Генштаба |                                                                                  |                                  |                                  |                                  |

## Экономическая деятельность
По статистическим данным 2000 года, работоспособное население занято по секторам экономики в следующих пропорциях:
- сельское хозяйство, скотоводство и рыбная ловля — 42,2 %;
- промышленность и строительство — 23 %;
- торговля, сферы услуг и туризма — 32,8 %;
- безработные — 2 %.

## Инфраструктура
По статистическим данным 2010 года, инфраструктура развита следующим образом:
- электрификация: 97,5 %;
- водоснабжение: 97,5 %;
- водоотведение: 79,6 %.